# 舟橋村
舟橋村（日语：／ Funahashi mura */?）為位於日本富山縣中部的行政區劃，轄區位於富山平原常願寺川東岸，目前不但是富山縣內唯一的村級行政區劃，也是日本北陸三縣內唯一的村；在2005年至2006年期間，長崎縣高島町、三重縣鵜殿村、高知縣赤岡町、岐阜縣墨俣町先後被整併後，現在也是全日本面積最小的市町村級行政區劃。
此外，舟橋村也是全日本最後一個設置郵局的市町村，直到1994年村內才設立了舟橋簡易郵局，並於1999年升格為舟橋郵局。

## 人口
自1990年代開始，由於開始計畫性的發展成為富山市的通勤城鎮，將農地改做為住宅用地，以較便宜的價錢吸引富山市的居民選擇居住在此；同時進行區域建設改造計劃，包括借助斴近地區的同盟發展計劃，將其納入規劃範圍內，以得到協助來改善交通等配套設備。
在成功的使人口成長後，也持續的改善公共服務及設施，透過工商企業的財政支持來增添町內公共設施，包括興建舟橋會館，重建越中舟橋站，同時將原先設於村公所內的圖書館遷入車站站舍內、開闢京坪川河川公園等；一連串的規畫發展使舟橋村的人口在2005年的國勢調查中以24.2%的成長率成為全日本人口成長率第二高的行政區劃，僅次於京都府精華町，2010年的國勢調查14歲以下兒童、少年的人口比例更成為全日本最高，達到21.8%，遠高於全日本平均比例值。
| 舟橋村人口分布圖 |                                               |  |
| 舟橋村與日本全國年齡別人口分布比較圖 （2005年資料） | 舟橋村的年齡、男女別人口分布圖 （2005年資料） |  |
| ■紫色是舟橋村 ■綠色是全国 | ■藍色是男性 ■紅色是女性                       |  |
| 舟橋村人口變化 \| 1970年 \| 1,357人 \| \| \| 1975年 \| 1,386人 \| \| \| 1980年 \| 1,360人 \| \| \| 1985年 \| 1,419人 \| \| \| 1990年 \| 1,371人 \| \| \| 1995年 \| 1,658人 \| \| \| 2000年 \| 2,153人 \| \| \| 2005年 \| 2,673人 \| \| \| 2010年 \| 2,967人 \| \| \| 2015年 \| 2,982人 \| \| \| 2020年 \| 3,132人 \| \| |                                               |  |
| 資料來源：日本總務省統計中心提供之人口普查數據 |                                               |  |
| 1970年 | 1,357人                                       |  |
| 1975年 | 1,386人                                       |  |
| 1980年 | 1,360人                                       |  |
| 1985年 | 1,419人                                       |  |
| 1990年 | 1,371人                                       |  |
| 1995年 | 1,658人                                       |  |
| 2000年 | 2,153人                                       |  |
| 2005年 | 2,673人                                       |  |
| 2010年 | 2,967人                                       |  |
| 2015年 | 2,982人                                       |  |
| 2020年 | 3,132人                                       |  |

## 歷史

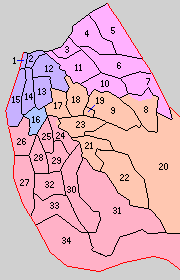
明治時期的中新川郡地圖，16為舟橋村

本地過去在令制國時代屬於越中國新川郡，在約15世紀至16世紀期間，曾由細川氏在此建立佛生寺城；依據1942年出版的《越中志徴》，據說當時的佛生寺城主細川宗十郎以繫在一起的小船，作為橫過護城河的橋樑，使得本地的開始使用「舟橋」之名。
在17世紀江戶時代後成為前田氏加賀藩的領地，19世紀末明治維新實施廢藩置縣後改隸屬金澤縣，在1871年的第一次府縣整併後被劃入新設立的新川縣；不過在1876年的第二次府縣整併中，又隨著新川縣被併入由原金澤縣更名而成的石川縣，最後在1883年過去原屬越中國的區域再從石川縣中分割出，設立為富山縣。
1889年日本實施町村制時成立了舟橋村，當時周邊的的行政區劃陸續加入合併，先後被整併為富山市、立山町、上市町，但舟橋村至今仍然強烈希望維持現狀，不參予合併，也因此成為日本少見的小面積行政區劃。

## 交通

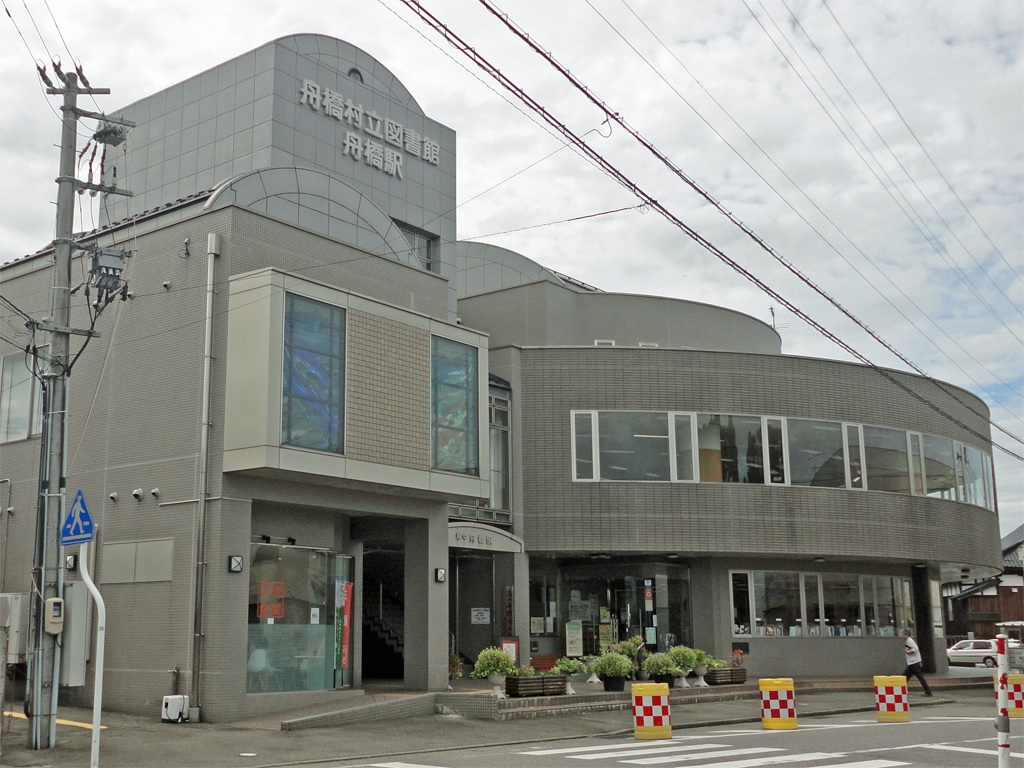
越中舟橋車站及舟橋村立圖書館

位於轄內北部的越中舟橋車站是轄內唯一的鐵路車站，雖然是唯一的鐵路車站，不過舟橋村內距離最遠的住宅區也是在兩公里的步行距離內。
自越中舟橋車站搭乘火車可在二十分鐘內抵達富山車站，不過在1980年代富山地方鐵道由於本車站的使用人次不高，一度考慮將本車站改為無人車站並減少停靠車次，舟橋村認為本車站與富山車站之間的交通便利性將影響舟橋村未來的發展，因此開始評估檢討車站空間的規畫，決定將村立圖書館遷至站舍內，並於1998年完成改建。此項決定除了提升村內居民對車站的利用率，也吸引了村外居民利用鐵路來到本站使用圖書館，最終富山地方鐵道因而取消改設為無人車站的計畫，反而也增加了停靠車次。

### 鐵路
- 富山地方鐵道
  - 本線：（富山市） - 越中舟橋站 - （立山町→）

## 外部連結
- （日語） YouTube上的舟橋村頻道
- （日語） 舟僑村地方創生 （页面存档备份，存于）
- （日語） 中新川廣域行政事務組合 （页面存档备份，存于）